# 苍白龙胆
苍白龙胆（学名：Gentiana forrestii）是龙胆科龙胆属的植物，是中国的特有植物。分布于中国大陆的云南等地，生长于海拔3,000米至4,200米的地区，常生于山坡草地以及高山草甸，目前尚未由人工引种栽培。